# صدا سایان
صدا سایان (ترکی استانبولی: Seda Sayan؛ زادهٔ ۳۰ دسامبر ۱۹۶۱) موسیقی‌دان، بازیگر و مجری تلویزیونی اهل ترکیه است. وی در مسابقه بزرگ استعدادیابی خوانندگی او سس ترکیه در سال‌های ۲۰۱۸ و ۲۰۱۹ جزء ۴ داور مسابقه بود.

## زندگی‌نامه
صدا سایان خواننده معروف و سرشناس ترکیه‌ای است که نام اصلی‌اش آیسل گورساچر است. صدا سایان متولد سال ۱۹۶۲ در منطقهٔ ایوب شهر استانبول است. وی در نوجوانی به خاطر اینکه بتواند در کازینوها به صورت قانونی خوانندگی کند، شناسنامه خود را تغییر داده و تاریخ تولد خود را به تاریخ ۱۹۵۹ عوض کرد. وی بعدها ادیتور اولین مجلهٔ زنانهٔ ترکیه به نام Seda Magazin شد. اولین فعالیت‌های خود را با خوانندگی‌اش در سالن‌های عروسی شروع کرد. وی بعد از سال‌ها خوانندگی در مراسم‌های عروسی، شروع به خوانندگی در کازینوها و کلوپ‌های شبانه کرد. صدا سایان بعد از سال‌ها فعالیت در این زمینه توانست در یکی از بزرگترین کازینوهای استانبول یعنی Maxim صحنه بگیرد. وی بعد از مدتی توانست با تهیه‌کنندگان فیلم و تلویزیون آشنا شود. همچنین سایان در آن سال‌ها در زمینه انتشار آلبوم نیز شروع به فعالیت کرده بود.

## زندگی شخصی
صدا سایان برای اولین بار در سال ۱۹۸۷ با رضوان کیلیچ که یکی از بازیکنان فوتبال ترکیه بود ازدواج نمود ولی این ازدواج تنها چند ماه طول کشید. سپس در سال ۱۹۹۰ برای دومین بار با فوتبالیستی به نام سینان انگین ازدواج نمود. البته این ازدواج هم بعد از پنج سال یعنی در سال ۱۹۹۵ به طلاق انجامید. از این ازدواج صدا سایان صاحب یک فرزند پسر شد. سپس وی سه سال با خواننده مشهور ترک ماهسون قرمزی‌گل رابطه داشت. بعد از جدایی از ماهسون، در سال ۱۹۹۸ برای بار سوم با شخصی به نام سونر یاپاجیک ازدواج نمود و در سال ۱۹۹۹ از او هم جدا شد.
در سال ۲۰۰۰ برای بار چهام ازدواج نمود و نام همسر چهارمش تونجاک قیراطلی است. البته این ازدواج هم بیشتر از یک سال عمر نداشت چرا که در سال ۲۰۰۱ این زوج از هم جدا شدند. صدا سایان در سال ۲۰۰۴ برای پنجمین بار ازدواج نمود. پنجمین همسرش برادر فوتبالیست معروف ترک هاکان شوکور، بود که نامش گوکهان شوکور است. یک سال بعد صدا سایان دوباره طلاق گرفت. سپس در سال ۲۰۰۸ با اونور شان که یک خواننده جوان بود ازدواج کرد و سپس در سال ۲۰۱۰ از او جدا شد.
وی در سال ۲۰۲۲ مجددا و برای بار هفتم با 
Calgar okten ازدواج کرد.